# セセッション館

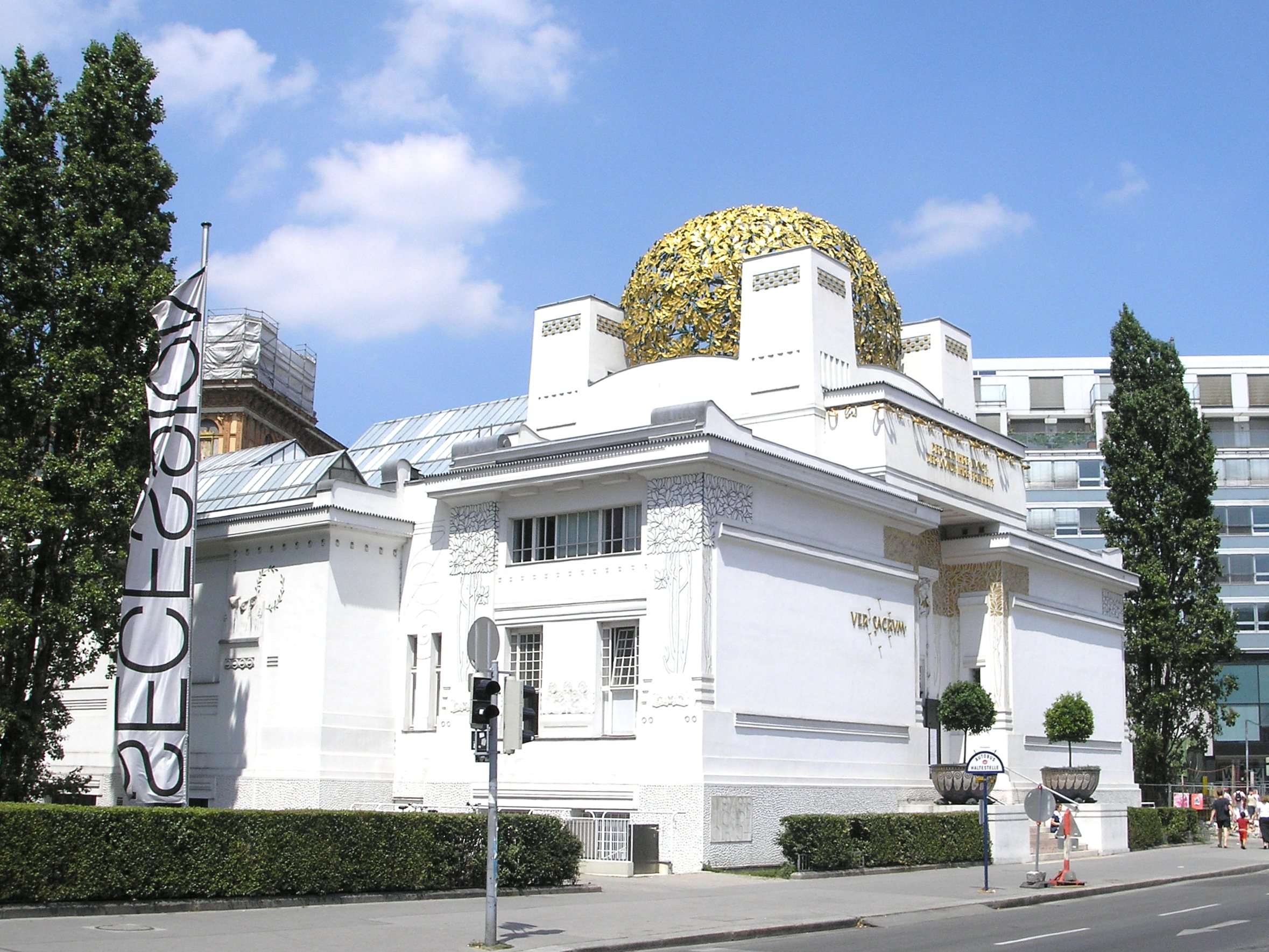
セセッション館

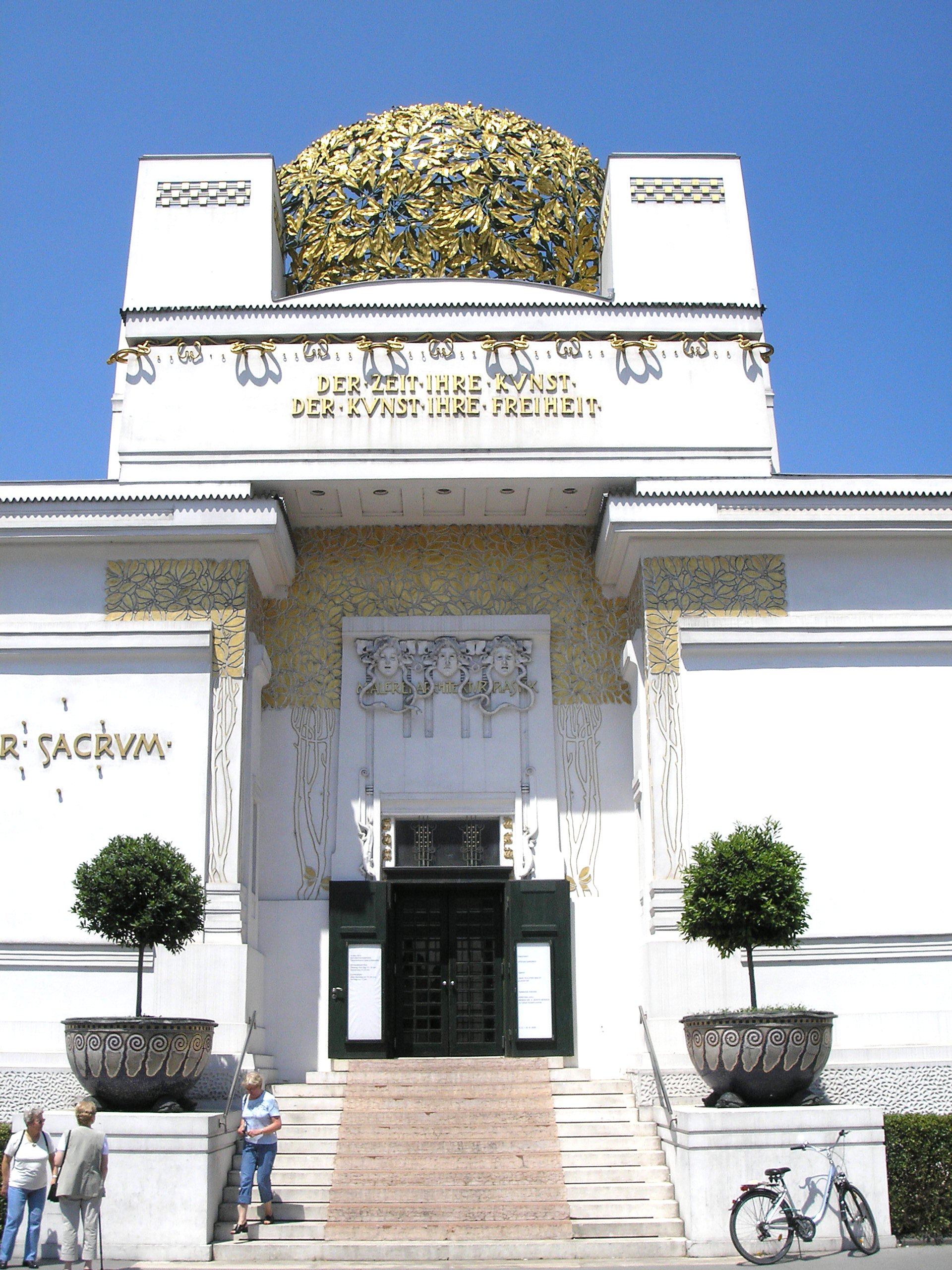
セセッション館正面

セセッション館（セセッションかん、独：Secessionsgebäude）、または、分離派会館（ぶんりはかいかん）は、オーストリア・ウィーンにあるウィーン分離派（セセッション）の展示施設。建築家ヨゼフ・マリア・オルブリッヒの設計により、1897年から1898年にかけて建設された。

## 概要
白亜で直線基調の建築に、金色を効果的に用いて動植物をモチーフとした彫刻が施されている。正面上部には月桂樹のドームを頂く。その姿から、「金のキャベツ」という別名を奉られている。
ウィーン市から寄贈された土地に、哲学者ルートヴィヒ・ウィトゲンシュタインの父である実業家のカール・ウィトゲンシュタインの支援により建設された。
現在は種々の展示会場として用いられているほか、グスタフ・クリムトの大作『ベートーヴェン・フリーズ』（Beethoven Frieze）などが常設展示されている。
また、オーストリアの50セント硬貨には、セセッション館が描かれている。